# Diocesi di Lombez

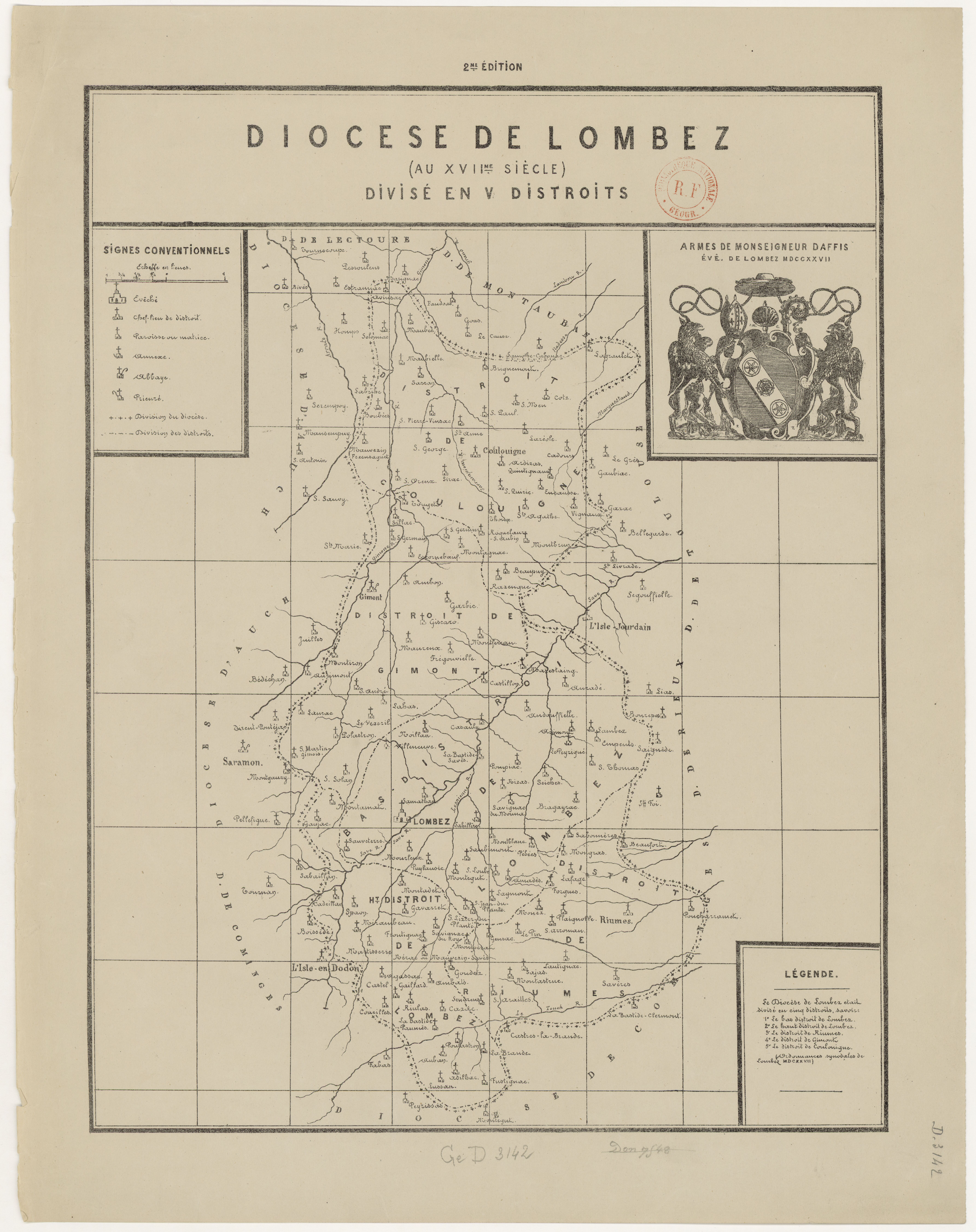
Mappa della diocesi di Lombez nel XVII secolo.

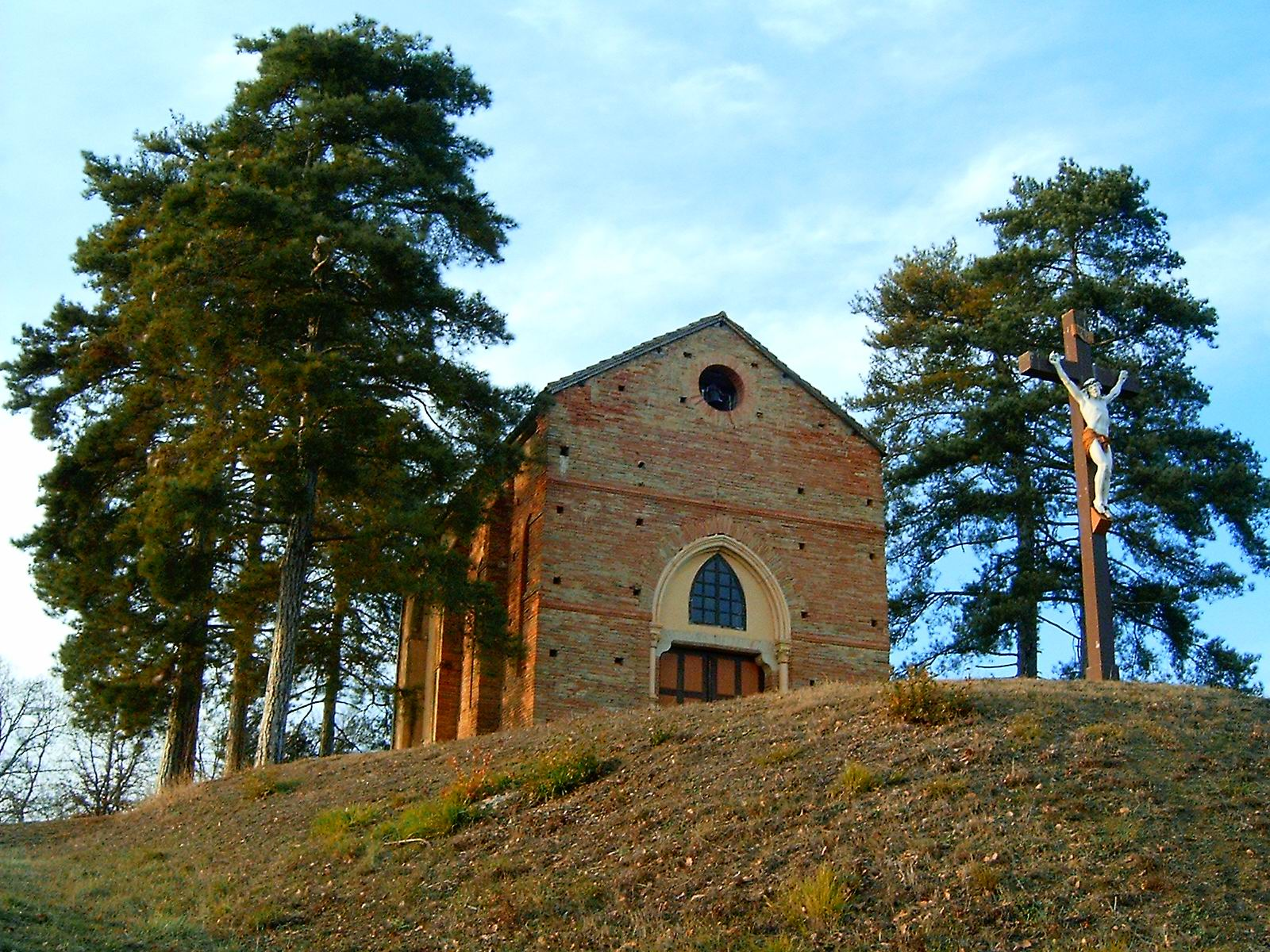
Cappella di san Maiano.

La diocesi di Lombez (in latino: Dioecesis Lomberiensis) è stata una sede della Chiesa cattolica suffraganea dell'arcidiocesi di Tolosa.

## Territorio
La diocesi confinava a nord con la diocesi di Montauban, a est con l'arcidiocesi di Tolosa, a sud con le diocesi di Rieux e di Comminges, e ad ovest con l'arcidiocesi di Auch e la diocesi di Lectoure.
Sede vescovile era la città di Lombez, nell'odierno dipartimento del Gers, dove fungeva da cattedrale la chiesa di Santa Maria.
Nel 1771 comprendeva 99 parrocchie.

## Storia
Secondo la tradizione, il territorio dell'antica Lumbarium fu evangelizzato da san Maiano fra il VI e il VII secolo; sulla sua tomba fu costruita una cappella dedicata al santo, che oggi sovrasta la città di Lombez. Verso la fine dell'VIII secolo fu eretta l'abbazia benedettina dedicata a Notre-Dame, che nel 1125 fu ceduta ai Canonici Regolari di Sant'Agostino.
L'abbazia di Lombez fu eretta in diocesi l'11 luglio 1317 con la bolla Salvator noster di papa Giovanni XXII, ricavandone il territorio dall'arcidiocesi di Tolosa, di cui divenne suffraganea. Primo vescovo fu Arnaud-Roger, ultimo abate di Notre-Dame. Suo successore fu Giacomo Colonna, che nel 1329 ospitò Francesco Petrarca creandolo canonico della sua cattedrale.
La cattedrale fu costruita a partire dal XIV secolo,  con il rifacimento dell'antica chiesa abbaziale. Fu consacrata solo nel 1770 perché, come spiegò il vescovo Richier de Cérisy in una lettera pastorale alla diocesi, non era stata trovata alcuna prova che la chiesa fosse mai stata consacrata in passato. Pochi anni dopo tra i suoi canonici ci fu Jean-Siffrein Maury che poi divenne arcivescovo e cardinale.
Il seminario venne istituito nel 1597 e fu opera del vescovo coadiutore Jean Daffis. Al vescovo Charles-Guillaume de Maupeou si deve la pubblicazione del catechismo diocesano.
In seguito al concordato la diocesi fu soppressa il 29 novembre 1801 con la bolla Qui Christi Domini di papa Pio VII e il suo territorio venne incorporato in quello della diocesi di Bayonne e dell'arcidiocesi di Tolosa. Con il ristabilimento dell'arcidiocesi di Auch nel 1822 la maggior parte dell'antico territorio di Lombez fu annesso a quello di Auch.
Il 29 giugno 1908 agli arcivescovi di Auch fu concesso di aggiungere al proprio titolo quello della soppressa diocesi di Lombez.

## Cronotassi dei vescovi
- Arnaud-Roger de Comminges, C.R.S.A. † (11 luglio 1317 - 1328 nominato vescovo di Clermont)
- Giacomo Colonna † (28 maggio 1328 - 1341 deceduto)
- Antoine, O.Cist. † (1º ottobre 1341 - 1348 deceduto)
- Bertrand de Cosnac, C.R.S.A. † (17 settembre 1348 - 17 ottobre 1352 nominato vescovo di Comminges)
- Roger † (17 ottobre 1352 - 1360 deceduto)
- Jean de Saya † (10 giugno 1362 - 18 gennaio 1363 nominato vescovo di Dax)
- Guillaume † (18 gennaio 1363 - aprile 1375 deceduto)
- Arnaud † (11 luglio 1379 - 1382 deceduto)
- Pierre de Paris † (21 aprile 1382 - 1389 deceduto)
- Jean Hiltalinger, O.P. † (10 marzo 1389 - 1392 deceduto)
- Pierre † (10 ottobre 1392 - 1413 deceduto)
- Raymond de Bretennes † (28 giugno 1413 - 1417 deceduto)
- Arnaud de Mirepoix † (17 febbraio 1417 - 1424 deceduto)
  - Pierre de Foix, O.F.M. † (1424 - 25 marzo 1425 dimesso) (amministratore apostolico)
- Gérard Garsie de Charne (o d'Aure) † (25 maggio 1425 - dopo il 1460 deceduto)
- Sanche Garsie d'Aure † (22 aprile 1463 - 1472 deceduto)
- Jean de Villiers de La Groslaye, O.S.B. † (5 luglio 1473 - 4 agosto 1499 dimesso)
- Denis de Villiers de La Groslaye † (4 agosto 1499 succeduto - 1510 deceduto)
- Savari d'Ornézan † (12 dicembre 1511 - 3 aprile 1528 dimesso)
- Bernard d'Ornézan † (3 aprile 1528 succeduto - 1552 deceduto)
- Antoine Olivier † (12 settembre 1552 - 1566 dimesso)
- Pierre de Lancrau † (20 marzo 1566 - 18 ottobre 1598 deceduto)
- Jean Daffis † (18 ottobre 1598 succeduto - 1º febbraio 1614 deceduto)
- Bernard Daffis † (17 marzo 1614 - gennaio 1628 deceduto)
- Jean Daffis † (21 agosto 1628 - novembre 1655 deceduto)
  - Sede vacante (1655-1662)
  - Nicolas Le Maistre † (marzo 1661 - 14 ottobre 1661 deceduto) (vescovo eletto)
- Jean-Jacques Séguier de La Verrière † (27 febbraio 1662 - 24 agosto 1671 nominato vescovo di Nîmes)
- Cosme Roger, O.Cist. † (14 dicembre 1671 - 20 dicembre 1710 deceduto)
- Antoine Fagon † (16 marzo 1712 - 20 marzo 1720 nominato vescovo di Vannes)
- Charles-Guillaume de Maupeou † (16 giugno 1721 - 17 febbraio 1751 deceduto)
- Joseph-Antoine-Jacques Richier de Cérisy † (19 luglio 1751 - 14 luglio 1771 deceduto)
- Léon-François-Ferdinand de Salignac de la Mothe-Fénelon † (23 settembre 1771 - prima del 9 dicembre 1787 deceduto)
- Alexandre-Henri de Chauvigny de Blot † (10 marzo 1788 - 1805 deceduto)[1]
  - Sede soppressa